# Haute-Corse
La Haute-Corse est une circonscription départementale française formée de la partie cismontaine de l'île de Corse. Elle fait partie de la collectivité de Corse. Son code officiel, attribué par l'INSEE, est 2B. Sa préfecture est Bastia.
À la suite de la réforme des territoires de 2015, les deux départements de la Corse (Haute-Corse et Corse-du-Sud) ont fusionné le 1er janvier 2018 avec la collectivité territoriale de Corse, qui exerçait déjà les compétences d'une région à statut particulier, pour former la nouvelle collectivité de Corse. Le territoire de la Haute-Corse demeure une circonscription départementale, circonscription administrative de l'État dirigée par un préfet qui siège à Bastia.

## Histoire
La Haute-Corse a été formée par division de la Corse le 1er janvier 1976, en application de la loi du 15 mai 1975. Ses limites correspondent à celles de l'ancien département du Golo, qui exista de 1793 à 1811.

## Géographie

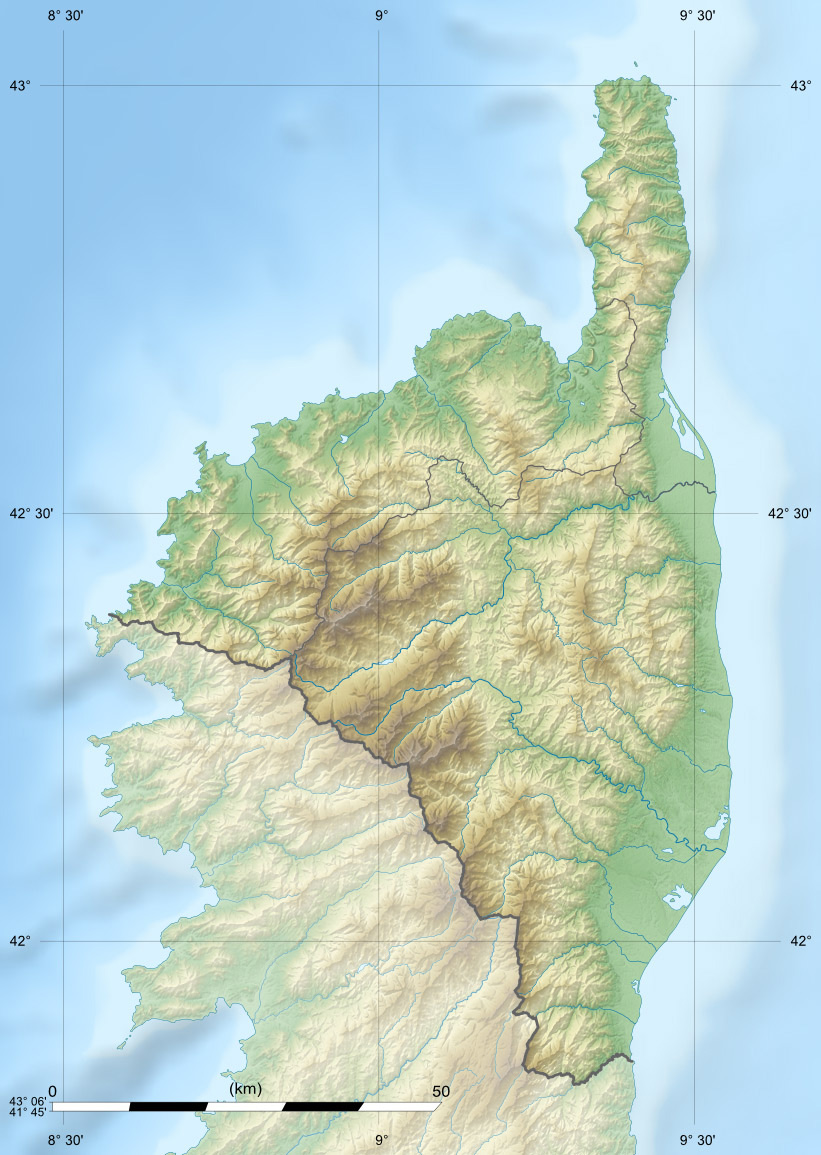
Carte du relief de la Haute-Corse.

La Haute-Corse s'étend sur la partie Nord-Est de l'île de Corse. Cette région est appelée Cismonte. L'arête montagneuse centrale (orientée NO-SE), dite i Monti, la sépare du département de la Corse-du-Sud (dit '
Pumonti). La Haute-Corse est baignée à l'est par la mer Tyrrhénienne et à l'ouest par la mer Méditerranée.

Paysages de la Haute-Corse :
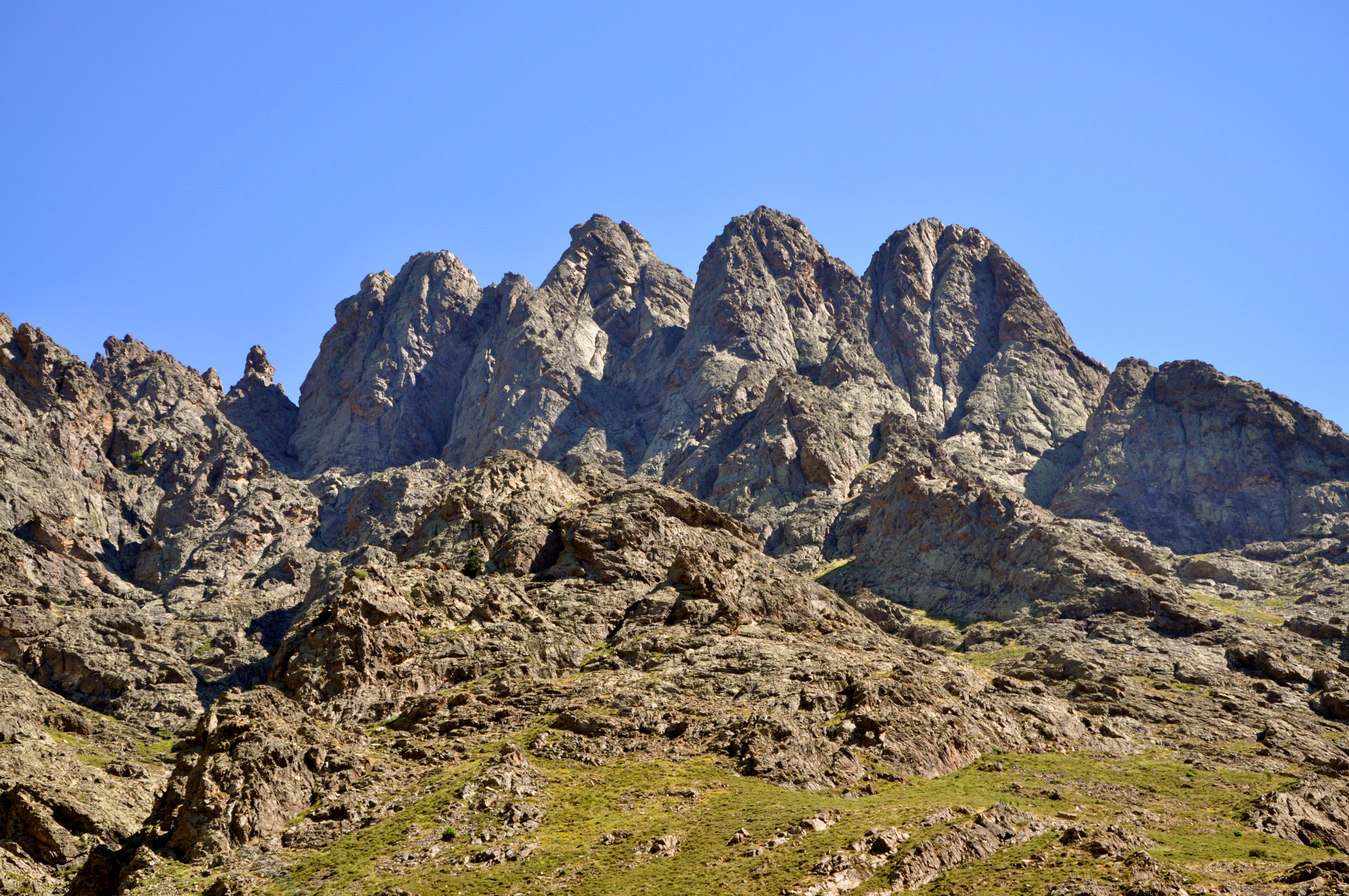
Montagnes au sud-ouest.
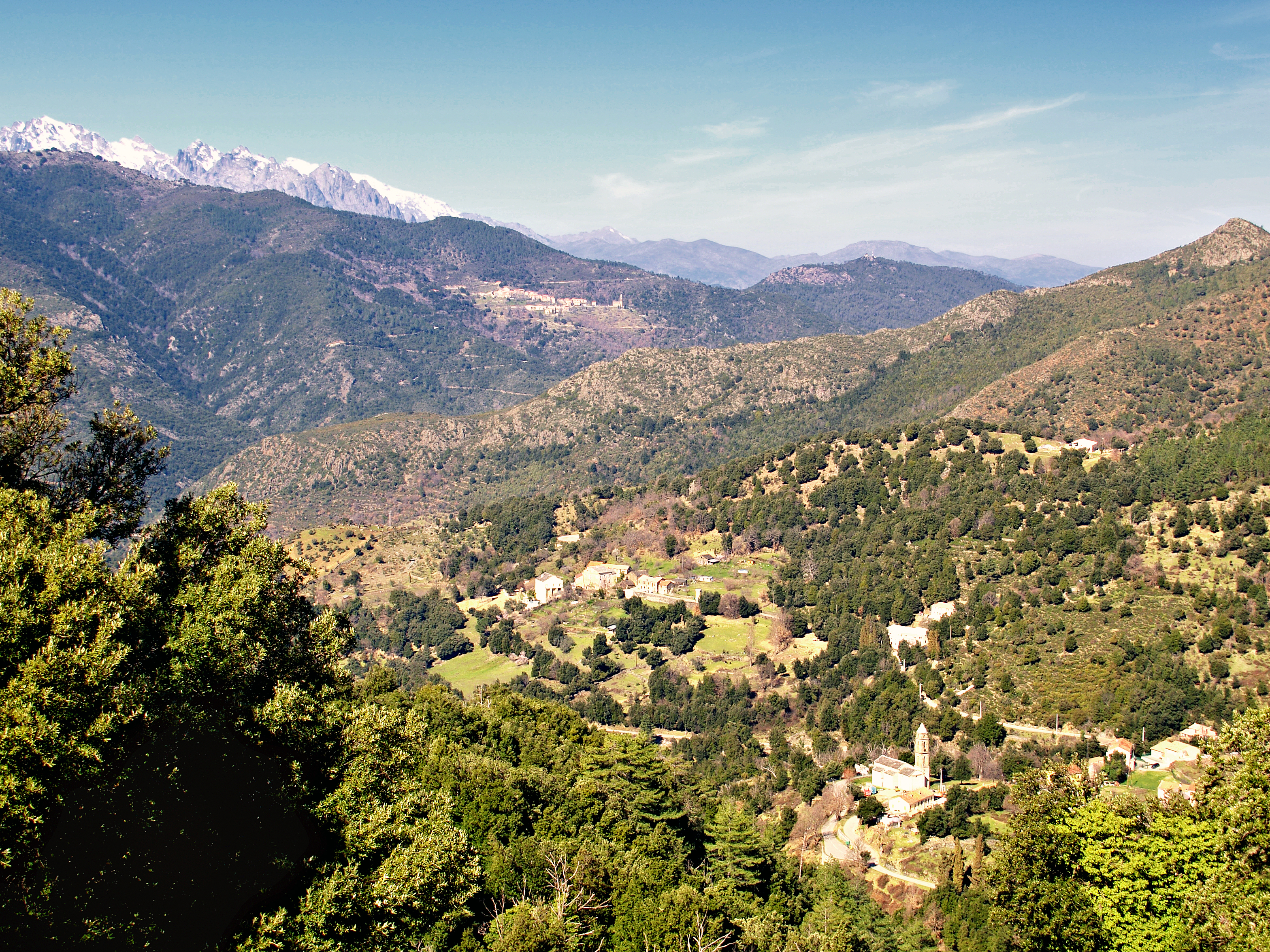
San-Lorenzo au centre-est.
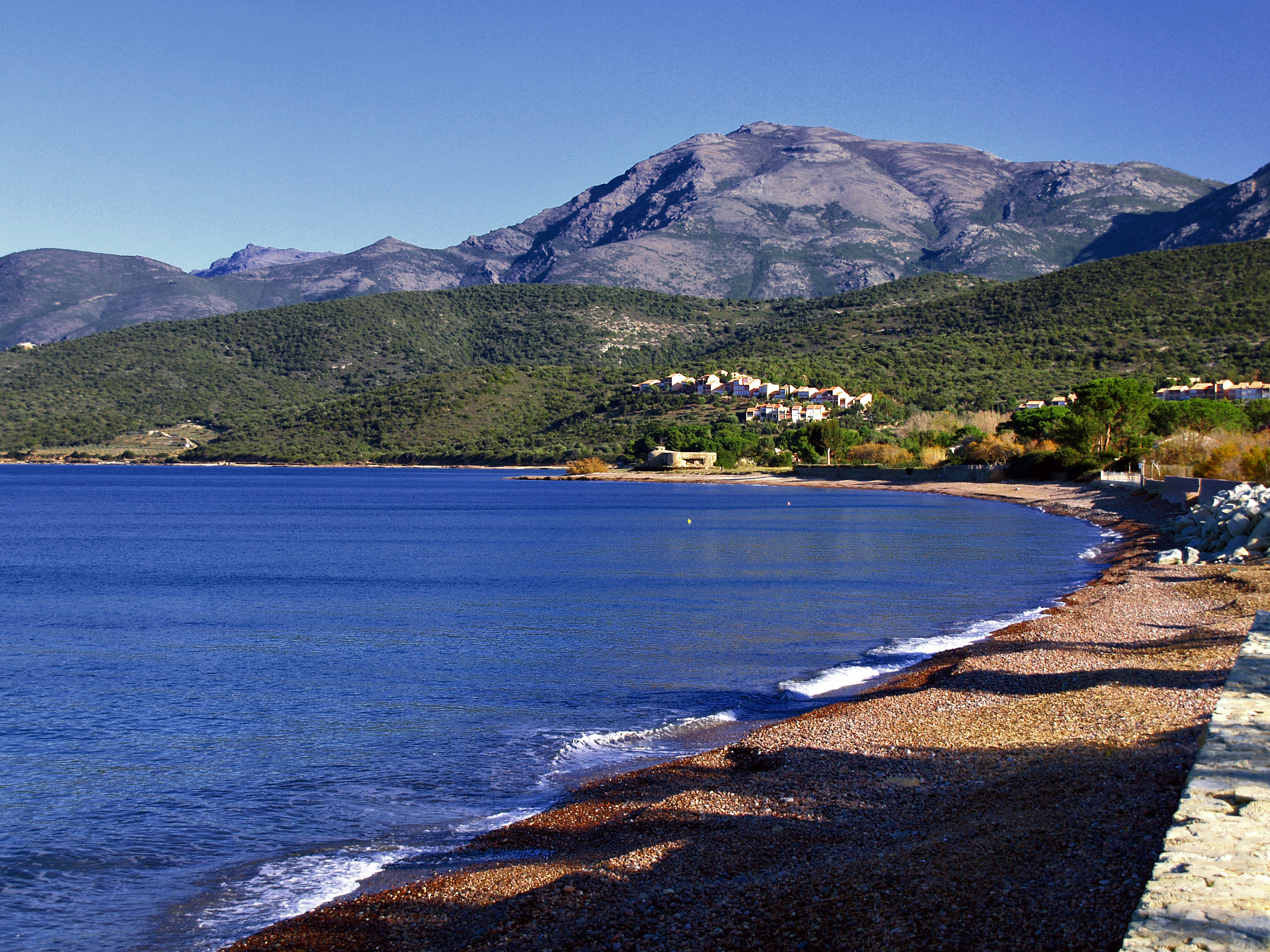
Saint-Florent , au nord.
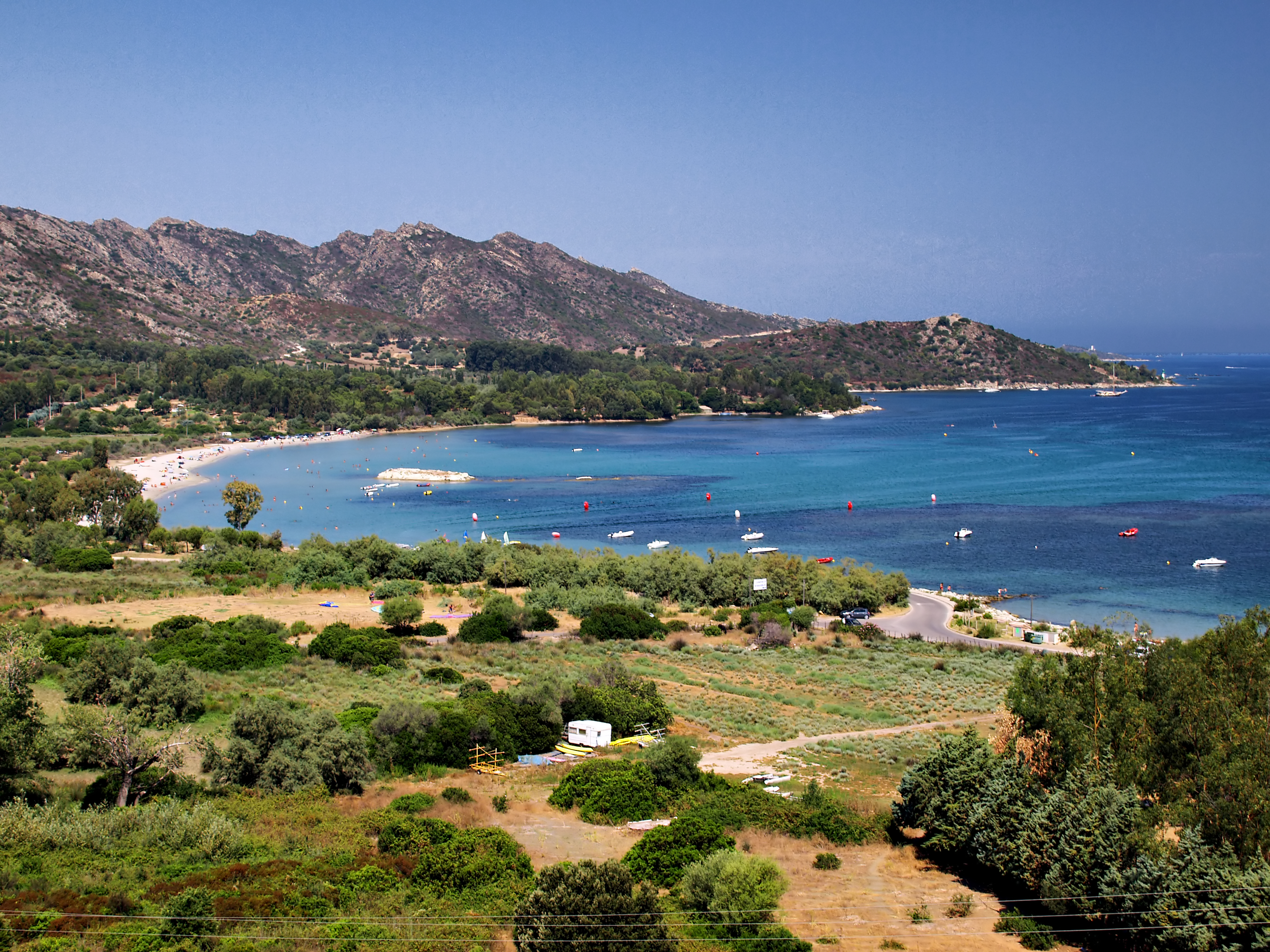
Autre vue à Saint-Florent.

## Climat
Le climat d'une grande partie de la Haute-Corse est de type méditerranéen : chaud et sec en été, doux et pluvieux en hiver. Cependant, l’île connaît aussi des nuances du climat alpin, en particulier en hiver. Il n'est pas rare de voir les sommets des montagnes enneigés jusqu'à mai-juin.

## Démographie
Lorsque l'on veut distinguer les résidents de la Haute-Corse de ceux de la Corse-du-Sud, ceux du Cismonte (Haute-Corse) sont appelés Cismuntinchi et ceux du Pumonti (Corse-du-Sud) sont appelés Pumuntinchi.

### Évolution démographique
La Haute-Corse est un département peu peuplé et il n'y a en France métropolitaine de plus faible densité de la population d'un département (39,7 hab./km2, ce qui le place sur ce critère 79e des 96 départements métropolitains), que donc dans quelques-uns : à part la Corse-du-Sud, ils sont sur le continent situés dans la diagonale du vide ou les Alpes du Sud. Cependant, la Corse est la région qui a la croissance démographique la plus importante sur la période 2007-2017 ; ce dynamisme régional se retrouve au niveau des deux départements, un peu moindre cependant en Haute-Corse (dixième plus forte croissance parmi les départements), qu'en Corse-du-Sud (quatrième).

En 2022, le département comptait 185 231 habitants, en évolution de +5,15 % par rapport à 2016 (France hors Mayotte : +2,11 %).
| 1982    | 1990    | 1999    | 2006    | 2011    | 2016    | 2021    | 2022    |
| ------- | ------- | ------- | ------- | ------- | ------- | ------- | ------- |
| 131 574 | 131 563 | 141 603 | 158 400 | 168 640 | 176 152 | 184 655 | 185 231 |

### Communes les plus peuplées
| Nom                  | Code Insee | Intercommunalité              | Superficie (km2) | Population (dernière pop. légale) | Densité (hab./km2) | Modifier                                    |
| -------------------- | ---------- | ----------------------------- | ---------------- | --------------------------------- | ------------------ | ------------------------------------------- |
| Bastia               | 2B033      | CA de Bastia                  | 19,38            | 47 459 (2022)                     | 2 449              | modifier les données · modifier les données |
| Borgo                | 2B042      | CC de Marana-Golo             | 37,78            | 10 102 (2022)                     | 267                | modifier les données · modifier les données |
| Corte                | 2B096      | CC du Centre Corse            | 149,27           | 7 737 (2022)                      | 52                 | modifier les données · modifier les données |
| Biguglia             | 2B037      | CC de Marana-Golo             | 22,27            | 7 638 (2022)                      | 343                | modifier les données · modifier les données |
| Lucciana             | 2B148      | CC de Marana-Golo             | 29,16            | 6 354 (2022)                      | 218                | modifier les données · modifier les données |
| Furiani              | 2B120      | CA de Bastia                  | 18,49            | 6 308 (2022)                      | 341                | modifier les données · modifier les données |
| Calvi                | 2B050      | CC de Calvi Balagne           | 31,20            | 5 720 (2022)                      | 183                | modifier les données · modifier les données |
| Ghisonaccia          | 2B123      | CC de Fium'orbu Castellu      | 68,25            | 4 246 (2022)                      | 62                 | modifier les données · modifier les données |
| Prunelli-di-Fiumorbo | 2B251      | CC de Fium'orbu Castellu      | 37,41            | 3 736 (2022)                      | 100                | modifier les données · modifier les données |
| Penta-di-Casinca     | 2B207      | CC de la Castagniccia-Casinca | 18,53            | 3 523 (2022)                      | 190                | modifier les données · modifier les données |
| Vescovato            | 2B346      | CC de la Castagniccia-Casinca | 17,52            | 3 393 (2022)                      | 194                | modifier les données · modifier les données |
| L'Île-Rousse         | 2B134      | CC de l'Île-Rousse - Balagne  | 2,50             | 3 213 (2022)                      | 1 285              | modifier les données · modifier les données |
| Ville-di-Pietrabugno | 2B353      | CA de Bastia                  | 7,53             | 3 187 (2022)                      | 423                | modifier les données · modifier les données |
| San-Martino-di-Lota  | 2B305      | CA de Bastia                  | 9,54             | 2 996 (2022)                      | 314                | modifier les données · modifier les données |
| Ventiseri            | 2B342      | CC de Fium'orbu Castellu      | 46,70            | 2 593 (2022)                      | 56                 | modifier les données · modifier les données |

## Tourisme
- Canari
- Macinaggio

### Résidences secondaires
Selon le recensement général de la population du 1er janvier 2008, 33,4 % des logements disponibles dans le département étaient des résidences secondaires.
Ce tableau indique les principales communes de Haute-Corse dont les résidences secondaires et occasionnelles dépassent 10 % des logements totaux en 2008. Seules 4 communes (Bastia et presque toutes ses banlieues) comptent moins de 10 % de résidences secondaires :
| Ville                             | Population municipale | Nombre de logements | Résidences secondaires | % rés. secondaires |
| --------------------------------- | --------------------- | ------------------- | ---------------------- | ------------------ |
| Palasca                           | 138                   | 439                 | 358                    | 81,54 %            |
| Algajola                          | 303                   | 626                 | 489                    | 78,17 %            |
| Linguizzetta                      | 1 025                 | 1 951               | 1 481                  | 75,91 %            |
| Lumio (Sant'Ambrogio)             | 1 180                 | 2 096               | 1 577                  | 75,24 %            |
| Ghisoni                           | 224                   | 422                 | 302                    | 71,56 %            |
| Ersa (Barcaggio)                  | 150                   | 331                 | 233                    | 70,51 %            |
| Belgodère                         | 477                   | 696                 | 486                    | 69,83 %            |
| Poggio-Mezzana                    | 653                   | 981                 | 653                    | 66,51 %            |
| Galéria                           | 340                   | 471                 | 296                    | 62,79 %            |
| Canari                            | 325                   | 451                 | 273                    | 60,53 %            |
| Rogliano (Macinaggio)             | 550                   | 659                 | 396                    | 60,05 %            |
| Santo-Pietro-di-Tenda             | 341                   | 375                 | 213                    | 56,91 %            |
| Luri (Santa-Severa)               | 694                   | 668                 | 368                    | 55,15 %            |
| Castellare-di-Casinca             | 554                   | 591                 | 320                    | 54,08 %            |
| Corbara                           | 923                   | 840                 | 436                    | 51,92 %            |
| Saint-Florent                     | 1 636                 | 1 660               | 862                    | 51,90 %            |
| Ghisonaccia                       | 3 515                 | 3 086               | 1 570                  | 50,88 %            |
| San-Nicolao                       | 1 543                 | 1 396               | 699                    | 50,07 %            |
| Aregno                            | 610                   | 544                 | 267                    | 49,04 %            |
| Patrimonio                        | 666                   | 606                 | 291                    | 48,09 %            |
| Santa-Maria-Poggio                | 650                   | 564                 | 271                    | 48,05 %            |
| Calvi                             | 5 409                 | 4 352               | 2 074                  | 47,65 %            |
| Monticello                        | 1 708                 | 1 383               | 649                    | 46,92 %            |
| L'Île-Rousse                      | 2 925                 | 2 433               | 1 114                  | 45,79 %            |
| Omessa                            | 590                   | 457                 | 206                    | 45,13 %            |
| Santa-Lucia-di-Moriani            | 1 210                 | 978                 | 422                    | 43,12 %            |
| Brando (Erbalunga)                | 1 561                 | 1 195               | 494                    | 41,37 %            |
| Sorbo-Ocagnano                    | 742                   | 599                 | 244                    | 40,79 %            |
| Santa-Reparata-di-Balagna         | 969                   | 716                 | 280                    | 39,03 %            |
| Sisco                             | 947                   | 685                 | 264                    | 38,46 %            |
| Solaro                            | 651                   | 633                 | 242                    | 38,25 %            |
| Venaco                            | 752                   | 624                 | 231                    | 36,96 %            |
| Cervione                          | 1 646                 | 1 194               | 398                    | 33,31 %            |
| Calenzana                         | 1 943                 | 1 414               | 470                    | 33,25 %            |
| Venzolasca                        | 1 680                 | 1 249               | 411                    | 32,91 %            |
| Borgo                             | 7 456                 | 4 061               | 1 242                  | 30,57 %            |
| Oletta                            | 1 326                 | 833                 | 254                    | 30,45 %            |
| Ventiseri                         | 2 190                 | 1 073               | 268                    | 25,00 %            |
| Penta-di-Casinca                  | 2 855                 | 1 694               | 392                    | 23,14 %            |
| Aléria                            | 1 957                 | 950                 | 217                    | 22,87 %            |
| Prunelli-di-Fiumorbo (Calzarellu) | 3 203                 | 1 717               | 358                    | 20,85 %            |
| San-Martino-di-Lota (Petranera)   | 2 750                 | 1 501               | 225                    | 14,99 %            |
| Corte                             | 6 779                 | 3 734               | 403                    | 10,79 %            |
| Lucciana                          | 4 109                 | 1 937               | 202                    | 10,45 %            |

- Source INSEE, chiffres au 01/01/2008.

## Politique
| Bastia Calvi Corte Murato Rogliano Brando Biguglia Borgo L'Île-Rousse Asco Galéria Carcheto-Brustico Moïta Vivario Ghisoni Ghisonaccia Aléria |

| Bastia Calvi Corte Murato Rogliano Brando Biguglia Borgo L'Île-Rousse Asco Galéria Carcheto-Brustico Moïta Vivario Ghisoni Ghisonaccia Aléria |

Cour d'appel : Bastia

Académie : Ajaccio
- Conseil départemental de la Haute-Corse
- Liste des conseillers généraux de la Haute-Corse
- Liste des députés de la Haute-Corse
- Liste des sénateurs de la Haute-Corse
- Liste des préfets de la Haute-Corse